# Висанско
Висанско (грч. Πευκόφυτο, до 1928. грч. Βύσαντσκον) је насељено место у општини Нестрам у периферији Западна Македонија, Грчка. Према попису из 2021. године било је 42 становника. Налази се на граници између Македоније и Епира.
Према бугарском географу и историчару, Василу Канчову, у Висанску је 1900. године живело 160 Грка. Некада је Висанско било словенско насеље, али је у немирним временима напуштено, да би касније било насељено грчким сточарима из Епира.